# محمد حسن آخند
الملا محمد حسن آخُند، سياسي أفغاني وأحد قادة حركة طالبان، شغل سابقا منصب وزير الخارجية وحاكم قندهار ونائب رئيس الوزراء إبان فترة حكم حركة طالبان الأولى بين عامي 1996 و2001. يشغل حاليا منصب رئيس الوزراء «بالوكالة» في إمارة أفغانستان الإسلامية منذ 7 سبتمبر 2021.
وصفته الأمم المتحدة بـ«المقرب» و«المستشار السياسي» لزعيم طالبان الراحل الملا عمر كما يُعد آخوند من بين كبار قادة طالبان.

## السيرة
وُلد أخوند في خمسينيات القرن الماضي، بحسب تقديرات الأمم المتحدة، وينحدر من ولاية قندهار، الواقعة جنوبي أفغانستان التي تعد مسقط رأس حركة طالبان. ويُعتقد بأن أخوند في منتصف الستينات من عمره أو أكبر، وتقدر مذكرة عقوبات من الاتحاد الأوربي أن عمره يصل إلى 76 عاما، بينما قال مصدر في طالبان لقناة الجزيرة:«إنه كبير جدا في السن، وأنه أكبر قيادات طالبان سنّاً».

### عقوبات دولية
أدرجته الأمم المتحدة على قائمة العقوبات في 25 يناير 2001، بسبب دوره في فترة حكم طالبان السابقة لأفغانستان من 1996 إلى 2001، حيث شغل أخوند أولاً منصب وزير الخارجية ثم منصب نائب رئيس الوزراء وحاكم قندهار. ويترأس منذ فترة طويلة مجلس الشورى أو ما يعرف بمجلس القيادة المكوّن من قادة حركة طالبان، والذي يرجع إليه صنع القرار.
وسبق أن وصفه تقرير للأمم المتحدة بأنه كان «مساعدا مقربا ومستشارا سياسيا» للراحل الملا محمد عمر، مؤسس حركة طالبان. وقد ظل محمد حسن أخوند زعيماً نشطاً من زعماء حركة طالبان حتى منتصف عام 2009 وعضوا في المجلس الأعلى لحركة طالبان في نفس العام. وكان واحداً من أكثر قادة الطالبان فعالية حتى أوائل عام 2010، وفق ما ذكره التقرير.

### العودة للسلطة
عاد محمد حسن آخوند للسلطة في أفغانستان بعد تعيينه رئيسا للوزراء «بالوكالة» في سبتمبر 2021، وذلك بعد سيطرة حركة طالبان على العاصمة كابل وهزيمة الجيش الأفغاني بعد فرار الرئيس السابق أشرف غني إلى طاجيكستان في أغسطس 2021.